# 프레드 맥머리

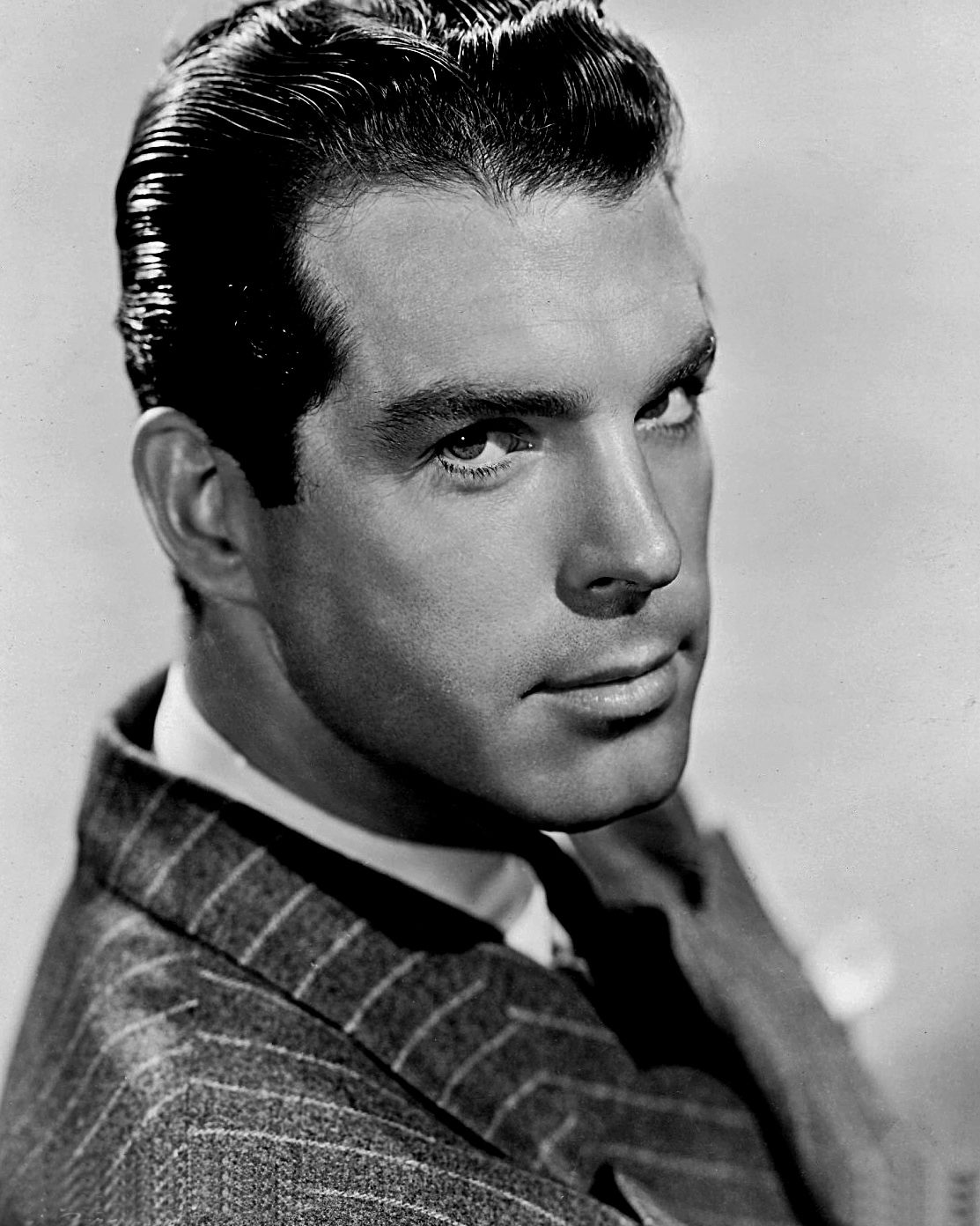

프레드 맥머리(Frederick Martin MacMurray, 1908년 8월 30일 ~ 1991년 11월 5일)는 미국의 연극 배우, 텔레비전 배우, 영화배우, 영화 프로듀서이다.
샌타모니카에서 백혈병으로 사망하였다.

## 방송
- 나의 세 아들

## 영화
- 밥 호프: 헐리우즈 브라이티스트 스타 (1996년) - 본인 역
- 스웜 (1978년)
- 찰리와 천사 (1973년)
- 괴짜 백만장자 (1967년)
- 폴로우 미, 보이즈! (1966년)
- 건망증 선생님 2 (1963년)
- 본 보이즈! (1962년)
- 건망증 선생님 (1961년)
- 나의 세 아들 (1960년)
- 아파트 열쇠를 빌려드립니다 (1960년)
- 굿 데이 포 어 행잉 (1959년)
- 쉐기 독 (1959년)
- 데어스 올웨이즈 터마로우 (1956년) - 클리포드 그로브스 역
- 푸쉬오버 (1954년)
- 케인호의 반란 (1954년) - Lt. 톰 키퍼 역
- 온 아워 메리 웨이 (1948년)
- 잔인한 힘 (1947년)
- 애그 앤 아이 (1947년)
- 웨어 두 위 고 프럼 히어? (1945년)
- 캡틴 에디 (1945년)
- 이중 배상 (1944년)
- 스타 스팽글드 리듬 (1942년)
- 그 밤을 기억하라 (1940년)
- 투 매니 허즈번드 (1940년)
- 싱 유 시너스 (1938년)
- 대뉴욕 (1938년)
- 익스큐시브 (1937년)
- 더 텍사스 레인저스 (1936년)
- 트레일 오브 더 론섬 파인 (1936년)
- 엘리스 아담스 (1935년) - 아서 러셀 역